# Ратуша (Вильнюс)

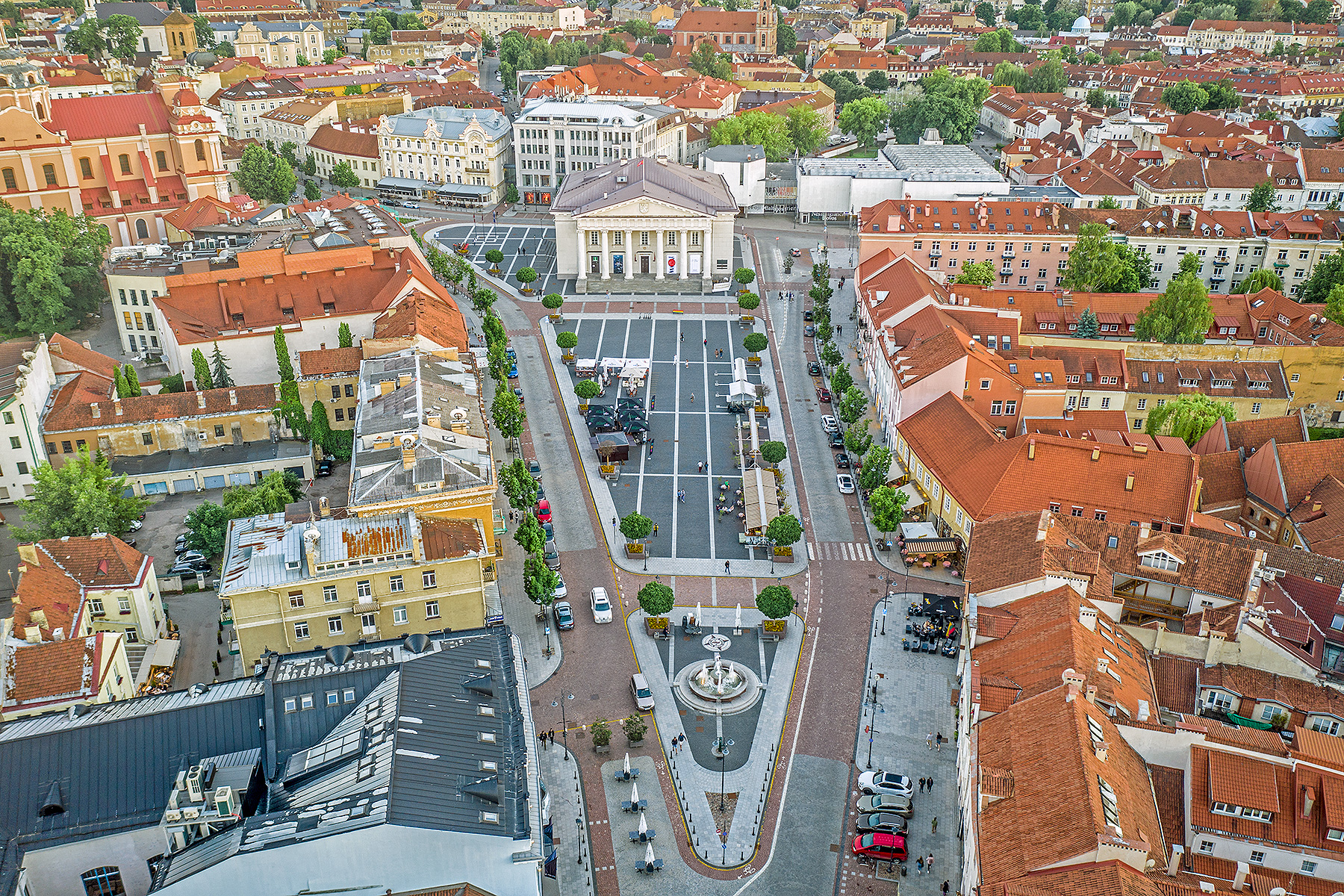
Ратушная площадь, 2021 г.

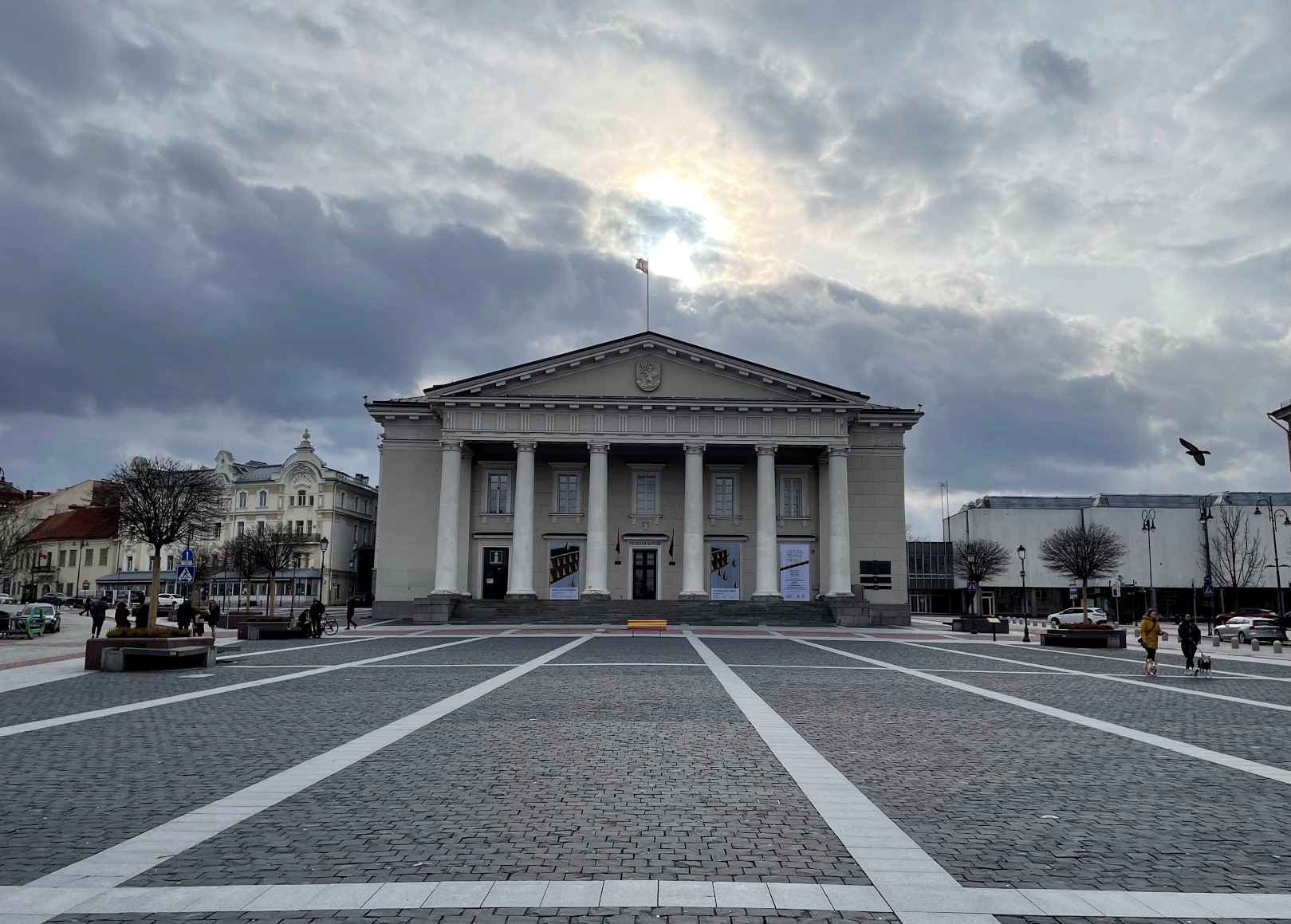
Ратушная площадь, 2021 г.

Ра́туша в Вильнюсе (пол. ratusz w Wilnie, лит. Vilniaus rotušė) — памятник архитектуры, выдающееся общественное здание в стиле классицизма; памятник архитектуры всесоюзного значения в советский период. Располагается на Ратушной площади в Старом городе Вильнюса (Didžioji g. 31), выполняя функции репрезентативного помещения протокольных городских церемоний и мероприятий, торжественных заседаний, празднований государственных праздников, приёмов делегаций. Ратуша признана объектом культурного наследия национального значения, включена в Регистр культурных ценностей Литовской Республики (код 678)

## История
Ратуша, выстроенная городским магистратом на рыночной площади в центре Старого города, на скрещении торговых путей, упоминается в источниках XVI века. Предполагается, что ратуша была основана в конце XIV века по привилегии Ягайлы. На плане города 1576 года ратуша выглядит довольно крупной для того времени постройкой с куполом и высокой островерхой башней. По-видимому, первая ратуша имела готические формы (в подвале в восточной части нынешнего здания сохранились помещения времён Ягайлы, если не более ранней поры) и высокую ренессансную башню.
До середины XIX века ратуша была сосредоточием экономической, общественной, политической и отчасти культурной жизни Вильны, играя большую роль в жизни города. В ратуше располагалось городское самоуправление (избираемый горожанами магистрат) и проходили его заседания, на которых принимались важнейшие для городской жизни решения. Помимо 24 бургомистров и совета магистрата из 24 советников (обязанности исполняли поочередно в течение года два бургомистра и четыре советника) и назначавшегося князем войта, в ратуше служили должностные лица, которые разбирали жалобы и тяжбы, вели приходно-расходные книги, занимались взиманием налогов и штрафов. На содержании магистрата находились вооружённая охрана, глашатай для объявления постановлений жителям, палач для исполнения смертных приговоров, часовщик для присмотра за башенными часами, звонарь (звон колоколов извещал о прибытии почётных гостей, пожарах и других опасностях, смерти особо почтенных горожан). В помещении ратуши размещалась тюрьма, хранились городская казна, архивы, оружие, эталоны весов и мер.
Здание повреждалось во время войн и пожаров, неоднократно ремонтировалось и перестраивалось, при этом менялся его вид. Со временем оно обросло пристройками. Ратуша пострадала во время опустошительных пожаров 1748 и 1749 годов. Ремонт ратуши, её пристроек и башни (к тому времени её высота достигала 44,85 м) занял несколько лет и на него было затрачено немало средств. В середине XVIII века ратушу реконструировали Иоганн Кристоф Глаубиц и Томаш Руссели. В 1781 году отремонтированная восьмиугольная башня с часами, колоколами, флюгером в виде Погони рухнула, повредив часть здания ратуши.
Городской магистрат принял решение снести старое здание и на его месте выстроить новое здание. Из трех проектов был выбран один, самый скромный, архитектора Лауринаса Стуоки-Гуцявичюса. По его замыслу в новом здании использовались часть прочных стен и подвалы старого здания. Строительные работы, начатые в 1788 году, шли медленно и с перерывами из-за политических событий (войны, разделы Речи Посполитой, восстание Тадеуша Костюшко). Постройка здания была завершена в 1799 году.

### Театр в ратуше

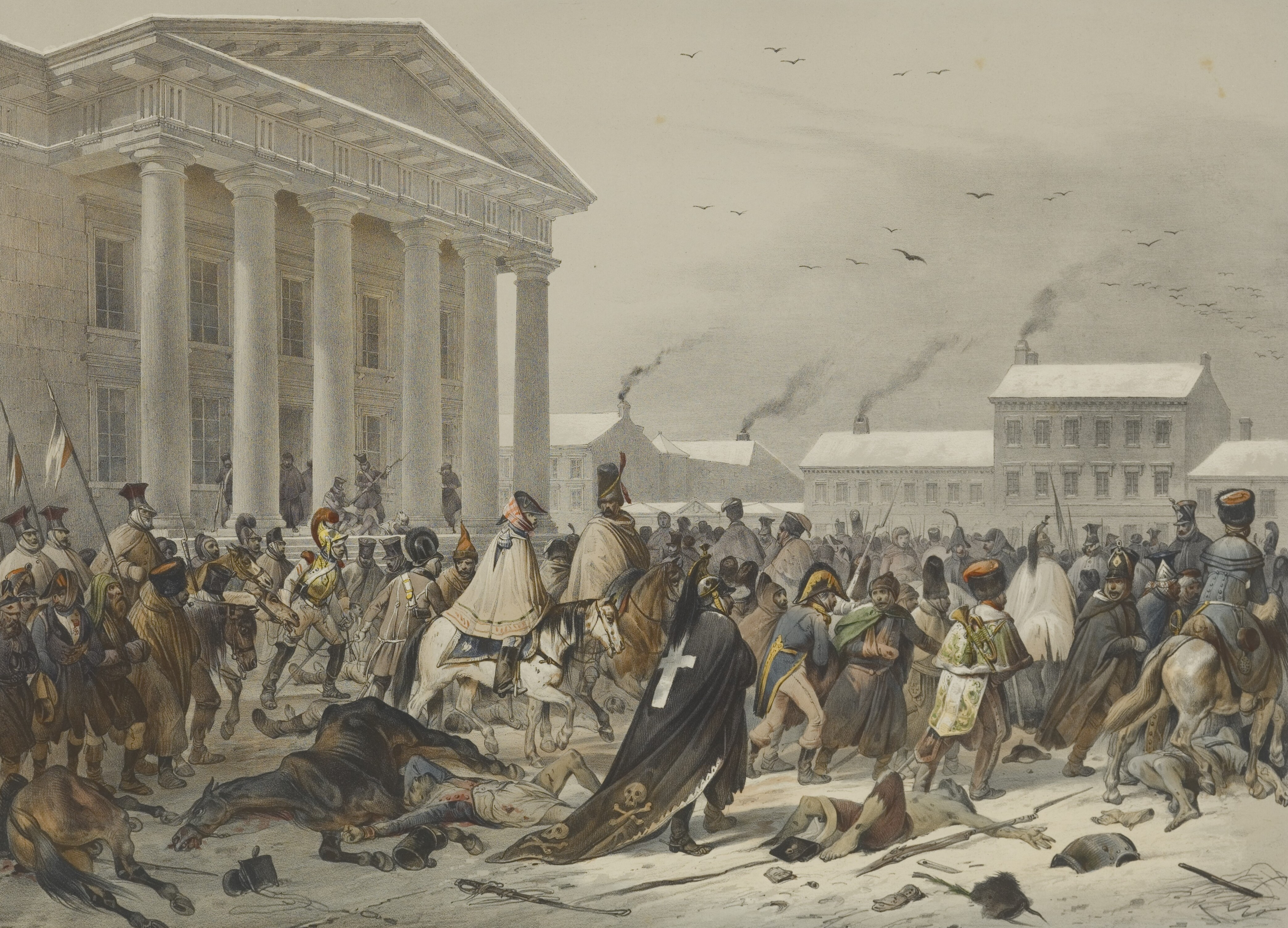
Ян Дамель. Отступающая французская армия на Ратушной площади в Вильне в 1812 году

С начала XIX века в новом здании ратуши, одном из самых красивых в городе, устраивались балы (дважды, в 1815 и 1822 годах, в честь императора Александра I), спектакли, концерты. Здесь исполнялась оратория Гайдна «Сотворение мира» (1809, 1817), выступал известный скрипач-виртуоз Кароль Липинский (1822, 1839), пела знаменитая певица Анджелика Каталани.
С 1810 года в ратуше действовал (с перерывами) польский театр. С 1845 года в здании ратуши располагался городской театр (драматические спектакли и водевили ставились на польском и русском языках). Для его нужд здание перестраивалось. В 1854 году здесь состоялась премьера оперы Станислава Монюшко «Галька»; композитор сам дирижировал оркестром. В 1906 году в здании бывшей ратуши состоялось первое в Вильне со времён М. Н. Муравьёва театральное представление на польском языке. В том же году здесь была поставлена литовская трагедия Марцелинаса Шикшниса «Князь Пиллен». В 1918—1919 годах в ратуше ставились спектакли литовского «Летучего театра» (Skrajojamasis teatras) режиссёра Юозаса Вайчкуса, затем здесь действовал польский театр, сначала армейский, с 1922 года — как народный театр.

### Музей
В 1924 году, по другим сведениям в 1925 году, театр был закрыт городскими властями из-за угрозы пожара. Тогда же была убрана наружная железная лестница в портике. При реставрации в межвоенные годы (1936—1939) по проекту архитектора Стефана Нарембского зданию был возвращён первоначальный облик (работы не были до конца завершены из-за начавшейся войны). Новая парадная мраморная лестница органично дополнила произведение Стуоки-Гуцявичюса. В реставрированном здании проходили репрезентативные церемонии магистрата, два зала были предназначены для экспозиции городского музея. После передачи Вильно Литве в 1940 году здесь был открыт Вильнюсский городской музей, реорганизованный в 1941 году. После Второй мировой войны (с 1944 года) в здании ратуши размещался Художественный музей. Постоянная экспозиция знакомила с изобразительным искусством Литвы 1906—1940 годов.

### Вильнюсская ратуша
В 1995 году экспозиция Художественного музея была перемещена в другие помещения национального Художественного музея Литвы, а в здании ратуши обосновался Дворец работников искусств, занимавший перед этим дворец на площади Даукантаса, который стал резиденцией президента Литвы.
В 1999 году в здании Ратуши начало работать бюджетное учреждение Vilniaus rotušė («Вильнюсская ратуша»), в 2001 году реорганизованное в общественное учреждение. В здании ратуши проходят торжественные заседания, празднования государственных праздников, церемонии вручения различных наград и премий Вильнюсского самоуправления, приёмы делегаций, презентации изданий, выставки, балы, концерты, семинары и конференции.

## Архитектура

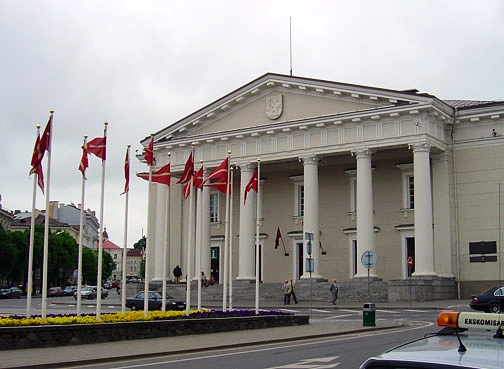
Ратуша (2005)

Монументальность двухэтажному, квадратному в плане зданию, сравнительно невысокому, придают строгие пропорции и симметричность классических форм. Главный фасад, обращённый к треугольной продолговатой Ратушной площади и скомпонованный по её оси, украшен торжественным, сильно выступающим портиком с шестью колоннами дорического ордера и невысоким треугольным фронтоном. 
Слева от главного входа размещается центр информации  для  туристов. 

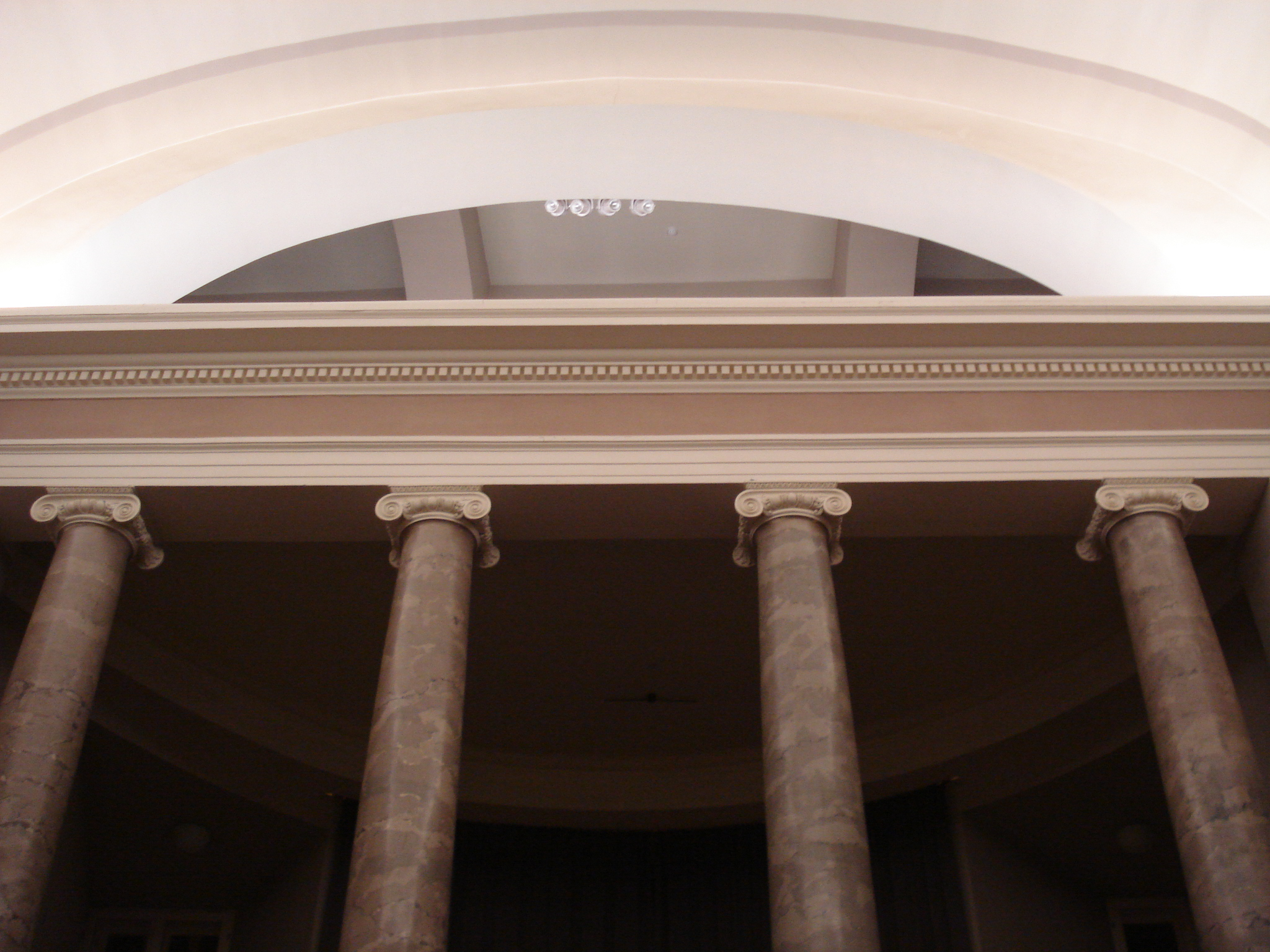
Колоннада парадной лестницы

Внутренние помещения на первом этаже расположены вокруг просторного вестибюля (первоначально просторное помещение для городских весов, куда вели въезды; ныне фойе первого этажа площадью 277 м²) и широкой центральной лестницы, украшенной ионическими колоннами. На втором этаже помещались главный парадный зал и анфилада вокруг него, купеческий зал и зал магистрата. 
Декор внутренних помещений, украшенных барельефами и колоннами, богаче и разнообразнее, чем наружный облик здания. Главный зал (ныне Большой, или Колонный, зал площадью 336 м²) славился хорошей акустикой. На втором этаже находятся Камерный зал площадью 109 м², Серый зал площадью 95 м² и репрезентативная гостиная мэра.
С южной стороны здания находится вход в кафе „Freskos“. Детали его интерьера напоминают о прошлом театра в Вильнюсе. Сохранившиеся фрески относятся к эпохе Лауринаса Стуоки-Гуцявичюса.